# Auguste Mariette
François Auguste Ferdinand Mariette (født 11. februar 1821, død 19. januar 1881) var en fransk forsker, arkæolog og egyptolog samt grundlægger af the Egyptian Department of Antiquities (senere Supreme Council of Antiquities).